# Bayan (Purworejo)
Bayan is een bestuurslaag in het regentschap Purworejo van de provincie Midden-Java, Indonesië. Bayan telt 1488 inwoners (volkstelling 2010).